# Сплет, Алан
А́лан Сплет (Alan Splet; 31 декабря 1939 — 2 декабря 1994) — американский дизайнер звука и монтажёр звука. На протяжении карьеры он работал над многочисленными кинопроектами; длительным и плодотворным было сотрудничество с режиссёром Дэвидом Линчем, с которым он создал звуковое сопровождения для фильмов «Голова-ластик», «Дюна», «Синий бархат». В 1980 году Алан Сплет получил премию «Оскар» за монтаж звуковых эффектов в ленте «Чёрный скакун»; на церемонии вручения он не присутствовал и стал предметом насмешек ведущего Джонни Карсона. Кроме того, в 1984 году Сплет был номинирован на премию Американской киноакадемии за лучший звук в фильме «Не зови волков».